# Richard Lumley (1er comte de Scarbrough)
Richard Lumley, 1er comte de Scarbrough (1650-17 décembre 1721), est un soldat anglais et homme d'État connu pour son rôle dans la Glorieuse Révolution,.

## Biographie
Il est le fils de John Lumley et Mary Compton, et le petit-fils de Richard Lumley (1er vicomte Lumley) et de Frances Shelley. Les Lumleys sont une ancienne famille du nord de l'Angleterre. Richard devient le 2e vicomte Lumley (dans la pairie irlandaise) à la mort de son grand-père en 1661/1662, son père étant décédé en 1658. Il est élevé en tant que catholique romain et est emmené dans le Grand Tour par le prêtre catholique Richard Lassels, mais il devient protestant au moment de son entrée à la Chambre des lords le 19 mai 1685.

## Carrière
Il assiste le duc d'York alors qu'il se rend en Écosse en novembre 1679 et est volontaire dans l'expédition infructueuse à Tanger en 1680. La dernière année, il est nommé écuyer auprès de Catherine de Bragance, dont il devient trésorier en 1684. Il est créé baron Lumley par Charles II le 31 mai 1681. Il joue un rôle important dans la répression de la rébellion du duc de Monmouth, ayant personnellement été responsable (selon John Evelyn) de l'arrestation de Monmouth, non armé et barbu dans un fossé sec recouvert de freins à fougère. De 1685 à 1687, il est colonel de la 6th Dragoon Guards.
Il est l'un des Sept Immortels, les nobles anglais qui invitent Guillaume III d'Orange-Nassau à envahir l'Angleterre et à déposer son beau-père, Jacques II. Il sécurise Newcastle pour William en décembre 1688. Après que William soit devenu roi, il nomme Lumley, en 1689/90, comme gentilhomme de la chambre à coucher, membre du Conseil privé, colonel de la 1re troupe de gardes à cheval (jusqu'en 1699), vicomte Lumley de Lumley Castle, Lord Lieutenant du Northumberland et Lord Lieutenant de Durham. Lumley est créé comte de Scarbrough le 15 avril 1690.
Il prend part à la bataille de la Boyne en 1690 et se rend ensuite en Flandre. Il est nommé major général en mai 1692 et lieutenant-général le 4 octobre 1694, puis cesse de servir après le traité de Ryswick de 1697 (bien qu'il reçoive une nouvelle commission de lieutenant général de toutes les forces le 9 mars 1701/2). Il est Chancelier du duché de Lancastre de 1716 à 1717. Après son élévation, il étend considérablement son siège familial à Lumley Castle. Il meurt d'apoplexie dans la rue Gerard, à Soho, le 17 décembre 1721.

## Famille
Lumley est marié à Frances Jones, fille de Henry Jones d'Oxfordshire. Lui et sa femme ont des enfants:
- Henry Lumley, vicomte Lumley (décédé en 1710)
- Richard Lumley (2e comte de Scarbrough), (1688 - 29 janvier 1739)
- Mary, (14 décembre 1690 - 12 décembre 1726), qui épouse George Montagu (1er comte d'Halifax)
- William, (décédé le 9 avril 1709)
- Thomas Lumley-Saunderson (3e comte de Scarbrough), (1691 - 15 mars 1752)
- Charles Lumley (c.1693-1728)
- Ann (décédée le 28 février 1740)
- John Lumley (c.1703-1739)
- James Lumley (c.1706-1766)